# Шарич Струга
43°03′ пн. ш. 17°29′ сх. д. / 43.05° пн. ш. 17.48° сх. д.
Шарич Струга (хорв. Šarić Struga) — населений пункт у Хорватії, в Дубровницько-Неретванській жупанії у складі міста Плоче.

## Населення
Населення за даними перепису 2011 року становило 235 осіб.
Динаміка чисельності населення поселення: